# Dža'farovský mazhab

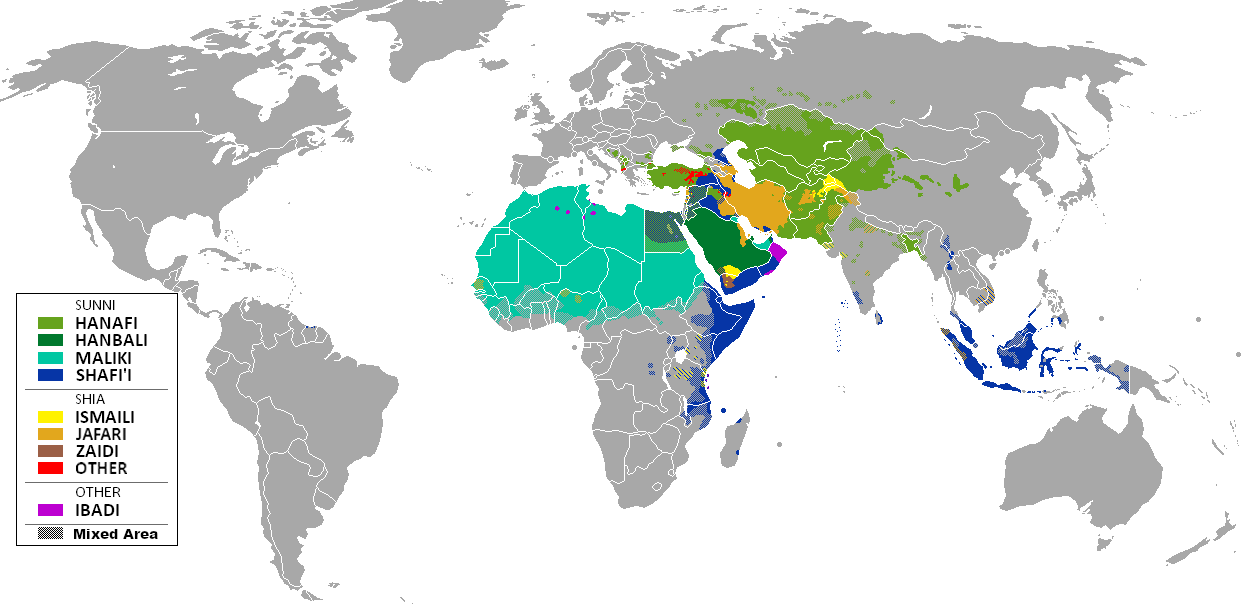
Mapa muslimského světa, Džafarovský mazhab vyobrazen okrovou (Írán)

Dža'farovský mazhab je jedna z právních škol islámu. Jeho původci, Dža'faru as-Sádiqovi (zemřel 720) přičítají šíité vytvoření svého právního systému. Šíitská právní tradice se opírá o autoritu imámů.
Učení této školy připouští porušení (kitmán) či zapření (taqíja) zásad víry v nouzi, zvláště v ohrožení života.
V Íránu je Dža´farovská právní škola zakotvena v ústavě. Dža´farovský mazhab (jinak též madhab) má dva elementární myšlenkové proudy: Usuli a Akhbari. Od ostatních sunnitských mazhabů se liší zejména přístupem k islámské autoritě a tradici.